# Lashkargah (huyện)
Lashkar Gah là một huyện thuộc tỉnh Helmand, Afghanistan. Dân số thời điểm năm 1999 là 82,115 người.